# Crangonyx occidentalis
Crangonyx occidentalis är en kräftdjursart som beskrevs av Leslie Raymond Hubricht och Harrison 1941. Crangonyx occidentalis ingår i släktet Crangonyx och familjen Crangonyctidae. Inga underarter finns listade i Catalogue of Life.